# Conus havanensis
Conus havanensis é uma espécie de gastrópode do gênero Conus, pertencente à família Conidae.